# Nortorf (Rendsburg-Eckernförde)
Nortorf è un comune di 6 913 abitanti dello Schleswig-Holstein, in Germania.
Appartiene al circondario (Kreis) di Rendsburg-Eckernförde (targa RD) ed è parte della comunità amministrativa (Amt) di Nortorfer Land. Ha lo status di città.